# Thelypteris riograndensis
Thelypteris riograndensis là một loài thực vật có mạch trong họ Thelypteridaceae. Loài này được (Lindm.) C.F. Reed miêu tả khoa học đầu tiên.